# Sofía Peróvskaya
Sofía Lvovna Peróvskaya (en ruso: Со́фья Льво́вна Перо́вская; 1 de septiembrejul./ 13 de septiembre de 1853greg.-3 de abriljul./ 15 de abril de 1881greg.) fue una revolucionaria del Imperio Ruso y miembro de la organización revolucionaria Naródnaya Volia. Ayudó a orquestar el asesinato de Alejandro II de Rusia, por lo que fue ejecutada en la horca.

## Primeros años
Peróvskaya nació en San Petersburgo, en una familia aristocrática que se relacionaba con Isabel I de Rusia. Su padre, Lev Nikoláyevich Pérovski, fue gobernador militar de San Petersburgo. Su abuelo, Nikolai Perovski, fue gobernador de Táurida. Pasó sus primeros años en Crimea, donde se descuidó su educación y comenzó a leer libros serios por su cuenta. Después de que la familia se mudó a San Petersburgo, Peróvskaya ingresó a los Cursos Alarchinski, un programa preparatorio para niñas. Aquí se hizo amiga de varias chicas que estaban interesadas en el movimiento radical. Se fue de casa a la edad de dieciséis años porque su padre no estaba de acuerdo con sus nuevas amistades. Entre 1871 y 1872, junto con estos amigos, se unió al Círculo Chaikovski. Entre 1872 y 1877 trabajó en las provincias de Samara, Tver y Simbirsk. Durante este período, recibió diplomas como maestra y asistente médica.

Un miembro destacado del Círculo Chaikovski, Peter Krópotkin, dijo lo siguiente sobre Peróvskaya:
En su concepción moral, ella era una "rigorista", pero no una predicadora. Peróvskaya era una "populista" hasta el fondo de su corazón y al mismo tiempo una revolucionaria, una luchadora de acero verdadero. Una vez me dijo: "Hemos comenzado algo grande. Tal vez dos generaciones sucumban en la tarea, pero es algo que debe hacerse"
En 1873, Peróvskaya mantuvo varios apartamentos en San Petersburgo para reuniones secretas de propaganda antizarista que no habían sido sancionadas por las autoridades. En enero de 1874, fue arrestada y colocada en la fortaleza de San Pedro y San Pablo en relación con el Juicio de los 193. Fue absuelta entre 1877 y 1878. Peróvskaya también participó en un intento fallido de liberar a Ippolit Myshkin, un revolucionario y miembro de Naródnaya Volia. En el verano de 1878, Peróvskaya se convirtió en miembro de Tierra y Libertad, pronto fue arrestada nuevamente y desterrada a la Gobernación de Olónets. Se las arregló para escapar de camino al exilio y pasó a la clandestinidad.
Como miembro de Tierra y Libertad, Peróvskaya fue a Járkov para organizar la liberación de los presos políticos de la prisión central. En el otoño de 1879, se convirtió en miembro del Comité Ejecutivo y más tarde, en miembro del comité administrativo de Tierra y Libertad. Peróvskaya hizo propaganda entre estudiantes, soldados y trabajadores, participó en la organización de la Gaceta de los Trabajadores y mantuvo vínculos con presos políticos en San Petersburgo. En noviembre de 1879 participó en un intento de hacer estallar el tren imperial en su camino de San Petersburgo a Moscú. El intento fracasó. A su regreso a San Petersburgo se unió a Naródnaya Volia. 

## Asesinato de Alejandro II

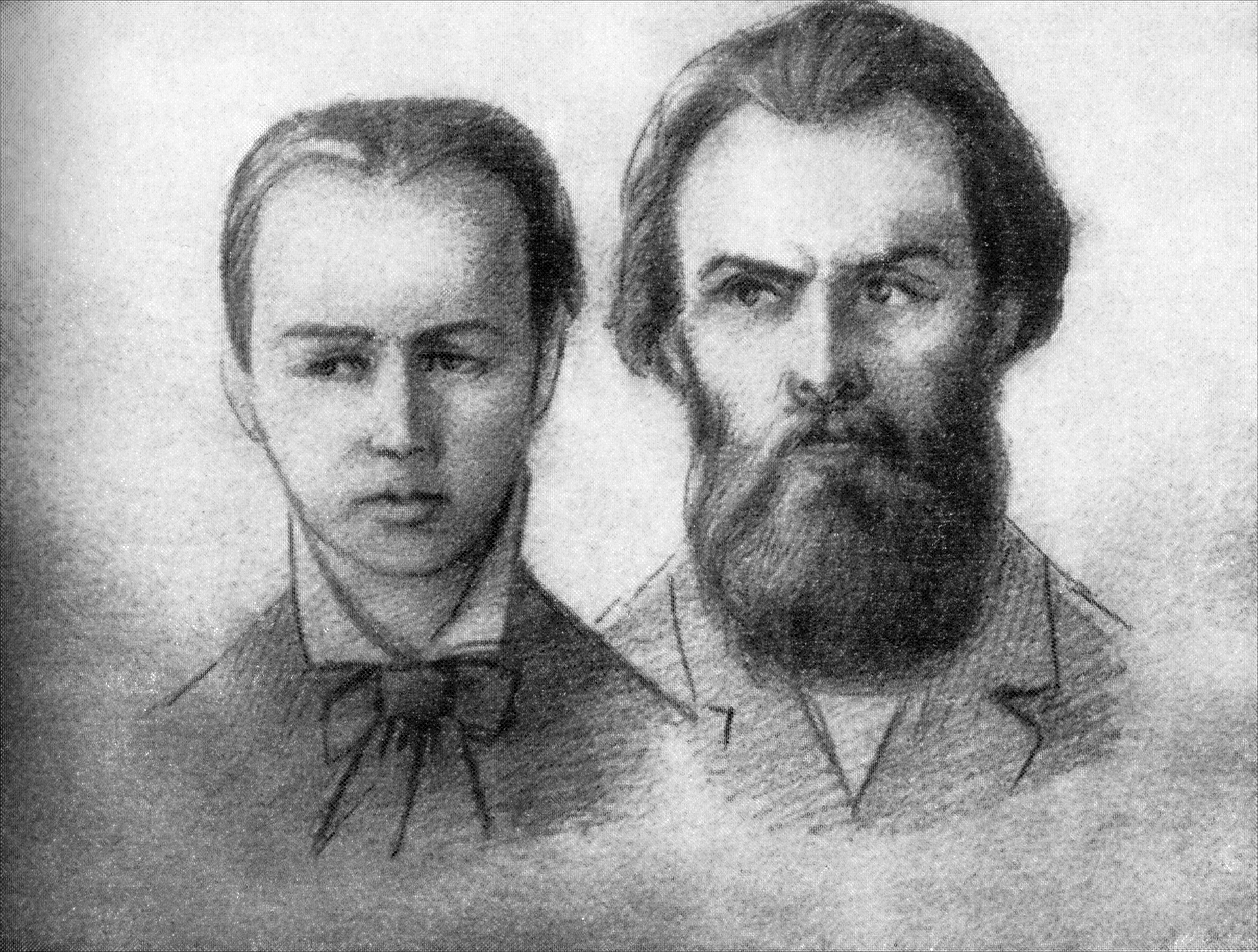
Sofía Peróvskaya y su esposo Andrei Zhéliabov en el juicio de Pervomartovtsi.

Perovskaya participó en la preparación de los intentos de asesinato de Alejandro II de Rusia cerca de Moscú (noviembre de 1879), en Odesa (primavera de 1880) y San Petersburgo (el intento que finalmente lo mató, el 1 de marzo de 1881). Era la amiga más cercana y, más tarde, esposa de Andrei Zhéliabov, miembro del comité ejecutivo de Naródnaya Volya. Zhéliabov debía haber dirigido el último ataque con bombas, con el grupo de cuatro lanzadores: Ignacy Hryniewiecki, Nikolai Kibálchich, Timofei Mijailov y Nikolai Rísakov. Sin embargo, cuando arrestaron a Zheliabov dos días antes del ataque, Perovskaya tomó su papel.
La noche anterior al ataque, Peróvskaya ayudó a montar las bombas.
El domingo 13 de marzo por la mañana (1 de marzo, estilo antiguo), los lanzadores de bombas se reunieron en el apartamento del grupo en la calle Telézhnaya. Entre las 9 y 10 a. m., Peróvskaya y Kibálchich trajeron cada uno dos misiles. Peróvskaya relataría más tarde que, antes de dirigirse al Canal de Catalina, ella, Rísakov y Hryniewiecki se sentaron en una confitería ubicada frente al Gostini Dvor, esperando con impaciencia el momento adecuado para interceptar la cabalgata de Alejandro II. Desde allí se separaron y convergieron en el canal.
Por la tarde, el zar regresaba por el Canal de Catalina  en su carruaje después de ver el pase de lista smilitar de cada semana. Peróvskaya, sacando un pañuelo y sonándose la nariz como una señal predeterminada, envió a los asesinos al canal. Cuando el carruaje estuvo lo suficientemente cerca para el ataque, Peróvskaya hizo una señal y Rísakov arrojó la bomba debajo del carruaje del zar.

## Ahorcamiento
Rísakov fue capturado y, mientras estaba bajo custodia, en un intento por salvar su vida, cooperó con los investigadores. Su testimonio implicó a los demás participantes, y la policía zarista detuvo a Sofía Peróvskaya, junto con otros, el 22 de marzo. Rísakov estableció la identidad de todos los prisioneros. Aunque conocía a muchos de ellos solo por los seudónimos de sus partidos, pudo describir el papel que cada uno había desempeñado.

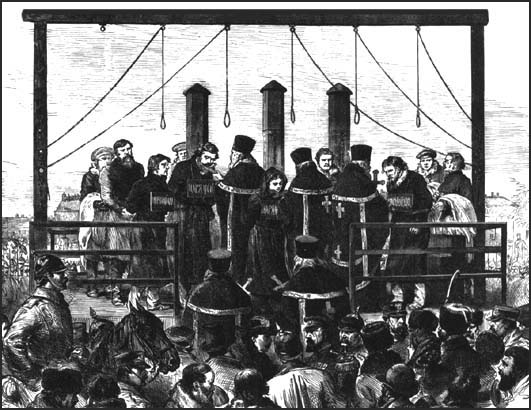
Los regicidas al pie de la horca. De izquierda a derecha: Rísakov, Zhéliabov, Peróvskaya, Kibálchich y Míjailov.

Justo antes de su juicio, Peróvskaya escribió una carta a su madre:
"Querida, te ruego que estés tranquila y no sufras por mí, pues mi destino no me aflige en lo más mínimo y debo enfrentarlo en completa tranquilidad, pues lo he esperado desde hace mucho tiempo y he sabido que tarde o temprano debía llegar. [...] He vivido como dictaron mis convicciones y me hubiera sido imposible actuar de otra manera".
Peróvskaya, junto con los otros conspiradores, fueron juzgados por el Tribunal Especial del Senado del 26 al 29 de marzo y condenados a muerte por ahorcamiento. Fue la primera mujer en Rusia sentenciada a muerte por terrorismo.
En la mañana del 15 de abril (3 de abril, estilo antiguo), los prisioneros fueron transportados al patio de armas del Regimiento Semenovski, donde se llevaría a cabo la ejecución. Todos vestían uniformes penitenciarios negros, y en el pecho colgaba un cartel con la inscripción: "Regicida". Peróvskaya, junto con Míjailov y Kibálchich, fueron colocados en un carro que fue tirado por un par de caballos a través de la ciudad. El corresponsal del London Times estimó que a la ejecución asistieron cien mil espectadores. Cuando los sacerdotes subieron a la horca para dar los últimos ritos, los convictos se acercaron a ellos casi simultáneamente y besaron el crucifijo. Una vez que los sacerdotes se retiraron, Zhéliabov y Míjailov se acercaron a Peróvskaya y se dieron un beso de despedida. Peróvskaya se había alejado de Rísakov. Otros cuatro Pervomartovtsi, incluido Zhéliabov, fueron ahorcados con ella.

## Legado
Tres décadas después de su muerte, Peróvskaya se convertiría en la inspiración de la feminista japonesa Kanno Sugako, quien estuvo involucrada en un plan para asesinar al emperador Meiji en 1910. Kanno también fue ejecutada en la horca.
En 2018, el New York Times publicó un obituario tardío de Peróvskaya.

## En la literatura
- Henry Parkes se inspiró en ella para escribir el poema The Beauteous Terrorist. Reproducido íntegramente en The Beauteous Terrorist and Other Poems por Sydney Electronic Text and Image Service .
- Moss, Walter G., Alejandro II y su época: una historia narrativa de Rusia en la época de Alejandro II, Tólstoi y Dostoievski. Londres: Anthem Press, 2002. Varios capítulos sobre Peróvskaya. (disponible en línea)
- Croft, Lee B. Nikolai Ivánovich Kibálchich: Pionero del cohete terrorista. IIHS. 2006.ISBN 978-1-4116-2381-1. Contenido sobre Peróvskaya, incluidos su padre, su madre y su tumba sin marcar.
- Jan Guillou utiliza a Peróvskaya en su libro ”Men inte om det gälle din dotter” (“Pero no si se trata de tu hija”) como ejemplo de cómo los cambios en la situación política pueden alterar la percepción de una persona entre ser un terrorista y una luchadora por la libertad.